# Хал Роджерс
Гарольд Даллас Роджерс (нар.31 грудня 1937 р.) — американський політик, який займає посаду представника США від 5-го конгресний округу Кентуккі. В даний час відбуває на цій посаді 20-й термін, займаючи її з 1981 року. Він є членом Республіканської партії та деканом делегації конгресу Кентуккі.

## Раннє життя, освіта та рання кар'єра
Роджерс народився в Бар'єрі, штат Кентуккі, відвідував Університет Західного Кентуккі в Боулінг-Грін і отримав ступінь бакалавра (AB) та юридичну освіту (LL). Б.) в університеті Кентуккі в Лексінгтоні. Роджерс служив у національній гвардії армії Кентуккі та Північної Кароліни ".
Адвокат Роджерс займався приватною практикою і був обраний на посаду повіреного Співдружності в графствах Пуласкі і Роккасл в Кентуккі, на посаду, яку він обіймав з 1969 року до обрання в Конгрес в 1980 році.
Роджерс був кандидатом від республіканців в 1979 році. Він був у виборчому бюлетені з колишнім губернатором штату Кентуккі Луї Б. Нанном . Він програв кандидату на демократичну партію Марті Лайн Коллінз 63 % -37 %. Наступного року Роджерс переміг на виборах до Конгресу.

## Палата представників США

### Вибори
У 1980 році діючий республіканський конгресмен США Ті Лі Картер з 5-го конгресного округу Кентуккі вирішив звільнитися. Роджерс здобув перемогу в республіканських первинних виборах з результатом в 23 відсотки. До програшних кандидатів увійшов кандидат з губернаторів 1971 року Том Ембертон. Він виграв загальні вибори з 67 % голосів. З цього моменту він переміг, як мінімум, 65 % голосів, окрім 1992 року, коли він переміг сенатора Демократичної держави Джона Дуга Хейса на 55 % -45 %.

### Позиція
Роджерс — найдавніший республіканець Кентуккі, який коли-небудь обирався на федеральну посаду. Він представляє один з небагатьох споконвічно республіканських районів на південь від річки Огайо. Південний центральний штат Кентуккі, історичне серце району, демографічно дуже схожий на Іст-Теннессі . Її виборці ототожнювались з республіканцями після громадянської війни і з тих пір підтримували ВР. Роджерс служив делегатом кількох республіканських національних конвенцій .
У 2001 році місто Вільямсбург, штат Кентуккі назвав свій новий аквапарк та мініатюрний гольф-центр «Розважальний центр Хала Роджерса» як "подяку за всі федеральні гроші, які він приніс у графство Вітлі, місто Вільямсбург та інші 40 графств, які він представляє ".
За рішенням конференції сенату підтримати Міністерство торгівлі, президент Клінтон зазначив: "Я високо оцінюю керівництво Конгресу, сенатора Холлінгса, сенатор Піта Domenicai, конгресменів Ніла Сміта і конгресмена Гарольда Роджерса, за їх підтримку цієї країни за допомогою цих програм. Це значний крок вперед для США до економічного зростання ".
Державний біограф штату Кентуккі Емі Візербі прокоментувала послугу Роджерса: "Багаторазові ролі Роджерса в Комітеті з асигнувань відточили його навички двостороннього переговорника, і його економічно складний округ часто спонукає його відсторонитися від жорстких консервативних позицій. Незважаючи на те, що він голосував зі своєю партією проти підвищення екологічних стандартів для спортивних комунальних транспортних засобів та проти суперечливої поправки, яка б забороняла буріння нафти в Арктичній національній притулку для дикої природи, Роджерс був творцем і провідним прихильником великих програм з охорони навколишнього середовища та очищення навколишнього середовища для усього Аппалачського регіону ".
"Крім того, небажання Роджерса залучати федеральний уряд до місцевих питань не зупиняло його підтримувати безліч програм економічного розвитку, спрямованих на створення нових робочих місць в економічно неблагополучних районах, особливо в Аппалахії. У 1993 році Роджерс був одним із трьох республіканців, які голосували за пакет економічних стимулів тодішнього президента Білла Клінтона . У березні 2003 року спроможність Роджерса працювати через двопартійний склад Комітету з асигнувань перемогла його головувати в підкомітеті, призначеному для контролю за фінансуванням нового Департаменту внутрішньої безпеки ", — зазначила Відербі.
Готові докази знаходимо 20 березня 2008 року, коли лідер більшості Демократичного дому Рокі Едкінс запросив дати свідчення на підтримку природоохоронного законодавства і того ж дня було надано рідкісне запрошення виступити з сенату. Сенатор, лідер більшості республіканців Девід Л. Вільямс з графства Камберленд у складі сенату одноголосно прийняв двопартійну резолюцію про вшанування Роджерса за його службу.
Роджерс назвав законопроєкт про скорочення фінансування правоохоронних органів «результатом зобов'язань цієї нової республіканської більшості здійснити реальні зміни у способі витрачання Вашингтоном народних грошей».
У 2011 році Роджерс проголосував за Закон про дозвіл на державну оборону у фіскальному 2012 році, який включав суперечливе положення, яке дозволило уряду та військовим безстроково затримувати американських громадян та інших без суду.
У грудні 2017 року Роджерс проголосував за Закон про зниження податків та робочих місць 2017 року.

### Критика
Роджерса піддавали широкій критиці як ліберальні, так і консервативні особи за його пріоритети, коли мова йде про національну безпеку. Національний огляд назвав його «національним ганьбою» а Роллінг Стоун назвав його одним із «десяти найгірших конгресменів» в Америці, назвавши його «найкращим другом Бін Ладена» за направлення грошових коштів у федеральну батьківщину від великих міст до його рідного округу, який Критики стверджують, що це одна з найменш вірогідних терористичних об'єктів в Америці через відсутність помітних пам'яток чи центрів населення. У 2007 році громадяни за відповідальність та етику у Вашингтоні назвали Роджерса своїм списком найбільш корумпованих членів Конгресу.
14 травня 2006 р. New York Times повідомив, що Роджерс використовував своє законодавче становище як голова підкомітету Палати, який контролює бюджет внутрішньої безпеки, щоб створити "робочі місця у своєму домашньому окрузі та прибуток для компаній, які є донорами з його політичних причин. " Лексингтонський геральд-лідер у 2005 році назвав Роджерса «принцом свинини». У статті Times повідомляється, що Роджерс вставив мову («існуючі центри видачі урядових карток») в законопроєкти про асигнування, які фактично підштовхнули федеральний уряд до тестування вартістю на 4 мільйони доларів старшої, невідповідної технології для нової зеленої картки, стійкої до шахрайства, для постійної юридичної іммігрантів, на виробничому заводі в Корбіні, штат Кентуккі, в районі Роджерса. У дослідженні було зроблено висновок, що підхід до смарт-карт набагато перевершує. « Таймс» встановив, що Роджерс отримав близько 100 000 доларів внесків від партій, принаймні, якісь стосунки щодо посвідчення особи.
У відповідь на цих критиків Роджерс сказав: «Нікого не слід дивувати, що ця стаття від» Ролінг Стоун «щодо моєї діяльності, пов'язаної з посвідченням транспортного працівника (TWIC), є абсолютно невірною та дуже наклепницькою». "Справжній і чесний аналіз показав би, що моя єдина зацікавленість у TWIC — це просто захищати американські морські порти, аеропорти та інші транспортні засоби від терористичного проникнення. Думка про те, що мої дії ставлять під загрозу національну безпеку в прагненні привести на роботу в Кентуккі або задля особистої вигоди, є абсолютною брехнею "
Після того, як Іран заперечив проти тимчасового розміщення форсажної бази Афлоат, щоб протистояти їхнім загрозам закрити Перську затоку, Роджерс скоротив фінансування проєкту.

### MilCon / VA Білл
12 червня 2013 року Білий дім пригрозив накласти вето MilCon / VA витрати законопроєкт, тому що республіканці не згодні з номером Сенату від $ 1058 млрд, призначений для військових операцій і досліджень, після MilCon / VA законопроєкт отримав 421 двопартійної голосів в палаті. «Ми відзначаємо до 967 мільярдів доларів, що є найвищою лінією згідно з чинним законодавством», — сказав Роджерс, який був головою Палати комітету з питань бюджетів США.

### Законодавство
15 січня 2013 року Роджерс представив HR 298, офіційно названий "Направити секретаря внутрішніх справ провести спеціальне вивчення ресурсів для оцінки значущості поля бою Мілл-Спрінгз, розташованого в повітах Пуласкі та Уейн, штат Кентуккі, та можливості його використання включення до системи національного парку та для інших цілей "/ Законопроєкт наказує Міністру внутрішніх справ провести спеціальне дослідження ресурсів для оцінки значущості поля бою Мілл-Спрінгз в Кентуккі (стосується битви при Мілл-Спрінгсі, що велася 19 січня 1862 року в повітах Пуласкі та Уейн під час громадянської війни) та доцільність його включення до Національної паркової системи (НПС). Роджерс сказав, що «Битва на Мілл-Спрінгс — джерело великої гордості та інтересу до людей, яким я слугую». Роджерс стверджував, що «Поле битви» є «коштовністю» і буде «відмінним доповненням до служби національного парку».
5 березня 2014 року Роджерс запровадив до Палати витрати на забезпечення гарантій позики для України (HR 4152; 113-й конгрес). Законопроєкт передбачає гарантії позики Україні в розмірі до 1 мільярда доларів, що є частиною відповіді американців на військову інтервенцію Росії в 2014 році. Законопроєкт було прийнято в Палаті 6 березня 2014 року.
У 2014 році комітет Роджерса закликав скоротити бюджет Національної адміністрації ядерної безпеки, що ставить під сумнів здатність ВМС США забезпечити клас підводних човнів Огайо.
29 липня 2014 року Роджерс представив додаткові асигнування на фінансовий рік, що закінчується 30 вересня 2014 року (HR 5230; 113-й Конгрес), законопроєкт, який передбачає додаткові асигнування на 2011 рік у декілька федеральних відомств на витрати, пов'язані із збільшенням іноземців без супроводу дітей та дорослих у супроводі неповнолітніх на кордоні на південному заході. Законопроєкт також змінює процедуру обстеження та обробки дітей, які не супроводжуються іноземцями, які приїжджають на кордон з певних країн. Законопроєкт передбачав би додаткове фінансування 659 мільйонів доларів. Роджерс закликав членів ухвалити законопроєкт, аргументуючи це тим, що «все більше і більше іммігрантів продовжуватимуть пересікати кордон, якщо ви не будете діяти», оскільки ресурси закінчуються.

### Комітетні завдання
- Комітет з асигнувань
  - Підкомітет з питань державних та закордонних операцій (член рейтингу)
  - Підкомітет з питань оборони[36]

### Членство в Каукусі
- Конгресна вугільна палата
- Каучук зловживання наркотиками за рецептом (співголова)
- Конгрес Конгресу Сполучених Штатів з міжнародного збереження[37].
- Кавказ спортсменів
- Кавказ долини штату Теннессі
- Палата республіканського керівного комітету

## Політичні позиції

### Бюджет та економіка
Роджерс виступає за демонтаж програми доступних програм для зміни дому . Він виступив проти рятувальної роботи GM та Chrysler у 2009 році. Він виступає проти регулювання галузі іпотечного кредитування. Він підтримує збалансовану поправку бюджету.

### Внутрішні питання

#### Контроль за зброєю
У 2018 році Роджерс лобіював законопроєкт про «посилення безпеки та безпеки школи», який вимагав проголосувати на дві третини для проходження, враховуючи, що він був прийнятий у прискореного процесі. Палата проголосувала 407-10 за схвалення законопроєкту, який «передбачає 50 мільйонів доларів США на рік для нової федеральної грантової програми навчання студентів, викладачів та правоохоронних органів щодо виявлення та повідомлення про ознаки насильства зі зброєю». Законом STOP (Студенти, викладачі та працівники, які запобігають насильству в школі) він «розробив анонімні телефонні та онлайн-системи, де люди могли повідомити про погрози насильством». У той же час, це дозволить школам на 25 мільйонів доларів поліпшити та посилити їхню безпеку, наприклад, встановити нові замки, світильники, металошукачі та кнопки паніки". Для забезпечення грантової програми потребується окремий рахунок витрат.

#### Кримінал
Роджерс підтримує розширення системи ювенальної юстиції, включаючи оновлення та наймання додаткових прокурорів. Роджерс підтримує смертну кару.

#### Навколишнє середовище
Роджерс має 13-відсотковий рейтинг від Гуманного товариства рейтингу голосів в захист тварин.

#### Технологія
Роджерс виступає за припинення федерального фінансування Національного громадського радіо . Він виступає проти нейтралітету мережі .

### Міжнародні питання

#### Імміграція
Роджерс підтримує зусилля, щоб зробити англійську мову офіційною мовою США. Він підтримує будівництво паркану вздовж кордону з Мексикою та США.

#### Російське втручання
У липні 2018 року, тимчасово виконуючи обов'язки голови Комітету з питань внутрішніх справ, Роджерс відхилив прохання збільшити федеральне фінансування безпеки виборів. Американська розвідувальна спільнота дійшла висновку, що Росія втручалася у вибори 2016 року та що вона продовжує втручатися у виборчі системи з липня 2018 року.

### Соціальні питання

#### Аборт
Роджерс — проти абортів. Він має 100-відсотковий рейтинг від Національного комітету з права на життя та нульовий відсоток від NARAL Pro-Choice America за свій запис про голосування, пов'язаний з абортами. Він виступає за заборону федерального фінансування підтримуючих організацій, які здійснюють аборти, а також федерального медичного страхування, що покриває аборти, якщо вагітність не є наслідком зґвалтування, інцесту або загрози життю вагітної. Він виступає проти ембріональних досліджень стовбурових клітин. Він виступає проти клонування людини.

#### Канабіс
Роджерс має «D» рейтинг від NORML за його історію голосування про канабіс і пов'язаних причин. Роджерс виступає проти того, щоб ветерани мали доступ до медичної марихуани, якщо їх рекомендує лікар ветеранів управління охорони здоров'я та якщо це є законним для медичних цілей у штаті їх проживання.

#### Громадянські права
Роджерс отримав 28-відсотковий рейтинг від NAACP за його запис про голосування за громадянські права. Він виступає проти позитивних дій .

#### ЛГБТ, сім'ї та діти
Роджерс отримав 92-відсоткову оцінку від християнської коаліції за свої соціально консервативні результати голосування. Він має нульовий відсоток рейтингу від Кампанії з прав людини стосовно свого запису про голосування щодо прав ЛГБТ. Роджерс виступає проти одностатевого шлюбу. Він виступає проти заборони дискримінації на роботі за ознакою сексуальної орієнтації. Він виступає проти того, щоб ЛГБТ людям було дозволено усиновити дітей. Роджерс виступає проти переслідування злочинів на грунті гей-ненависті.

## Особисте життя
Роджерс має трьох дітей зі своєю першою дружиною Ширлі Роджерс. Вона померла від раку в 1995 році. Роджерс повторно одружився. Його дружину звуть Синтія.